# دریاچه خانسکویه
دریاچه خانسکویه (به لاتین: Lake Khanskoye) یک منطقهٔ مسکونی در روسیه است که در سرزمین کراسنودار واقع شده‌است.